# Leyment
Leyment ist eine französische Gemeinde mit 1.417 Einwohnern (Stand: 1. Januar 2022) im Département Ain in der Region Auvergne-Rhône-Alpes. Sie gehört zum Arrondissement Belley, zum Kanton Lagnieu und zum Gemeindeverband Plaine de l’Ain. Die Einwohner werden Leymentais genannt.

## Geografie
Die Gemeinde Leyment liegt etwa 40 Kilometer nordöstlich von Lyon am Rand der südwestlichsten Ausläufer des Jura. Umgeben wird Leyment von den Nachbargemeinden von Château-Gaillard im Norden, Saint-Denis-en-Bugey im Nordosten, Ambutrix und Vaux-en-Bugey im Osten, Lagnieu im Südosten und Süden, Sainte-Julie im Süden, Chazey-sur-Ain im Südwesten und Westen sowie Saint-Maurice-de-Rémens im Nordwesten.
Der Bahnhof Leyment liegt an der Bahnstrecke Lyon–Genève. Durch den Nordwesten der Gemeinde führt die Autoroute A42.

## Bevölkerungsentwicklung
| Jahr                       | 1962 | 1968 | 1975 | 1982 | 1990 | 1999 | 2006 | 2013 | 2021 |
| Einwohner                  | 543  | 522  | 552  | 540  | 822  | 922  | 1185 | 1249 | 1392 |
| Quellen: Cassini und INSEE |      |      |      |      |      |      |      |      |      |

## Sehenswürdigkeiten

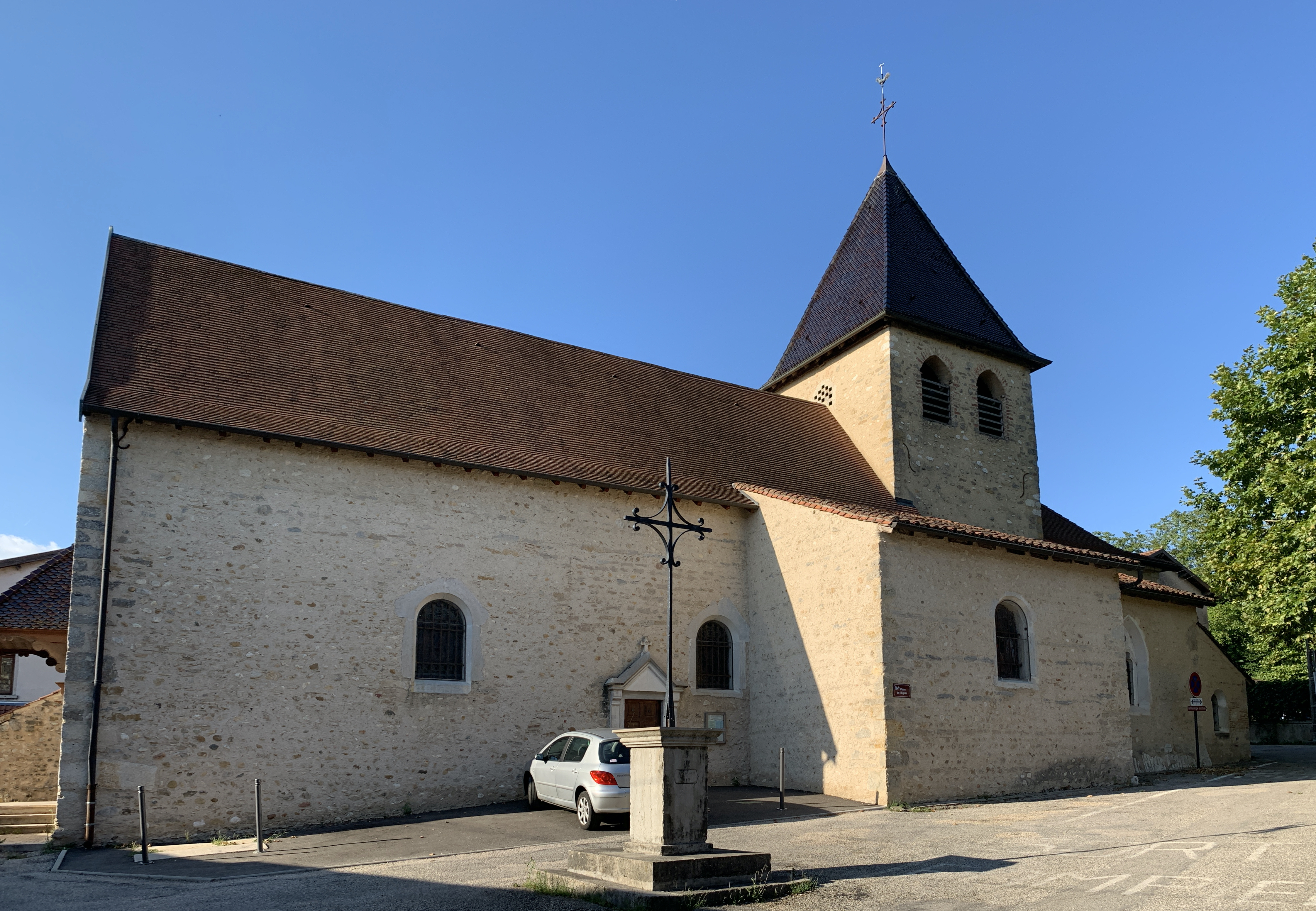
Kirche Saint-Jean-Baptiste
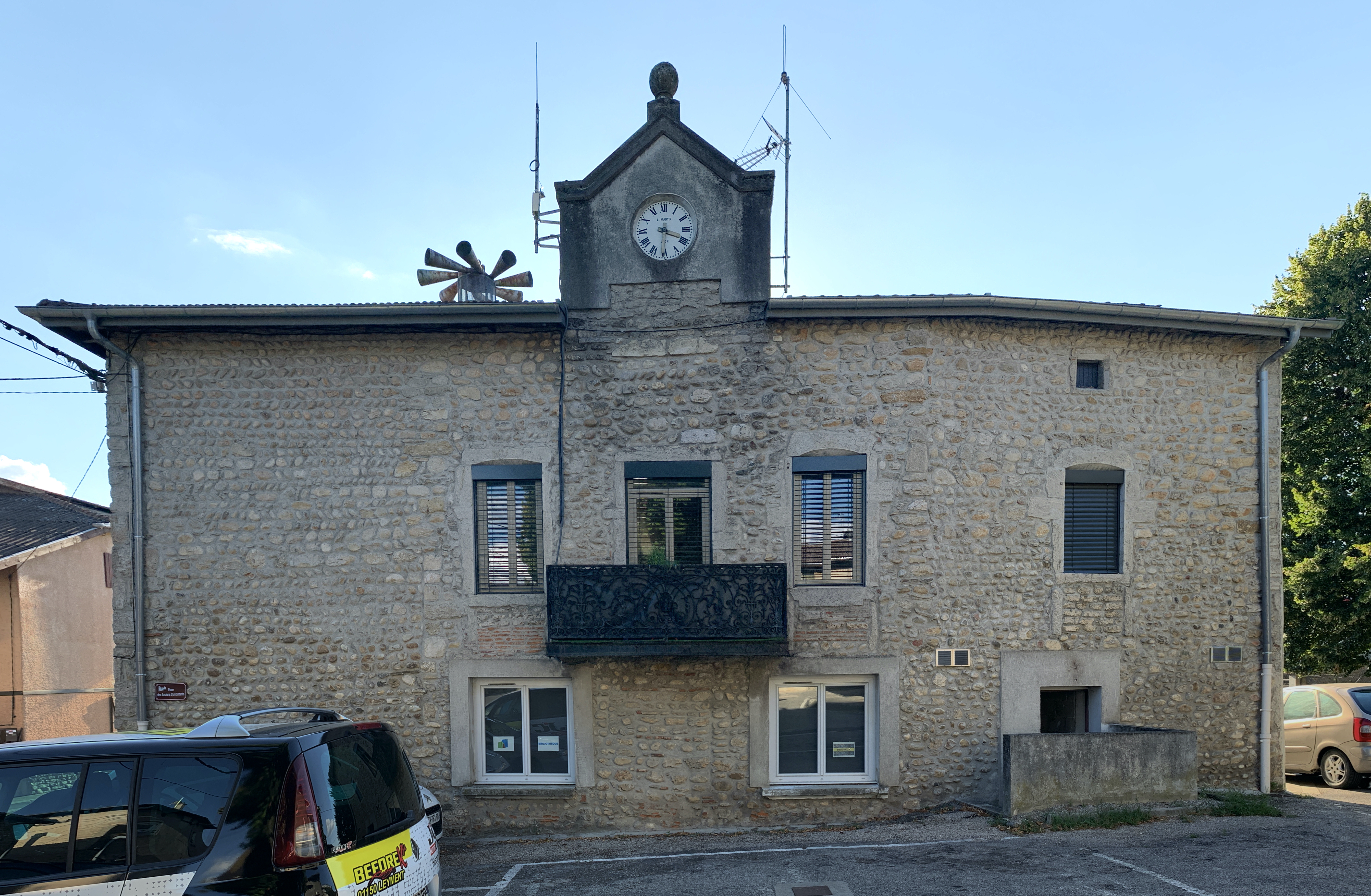
Ehemaliges Rathaus
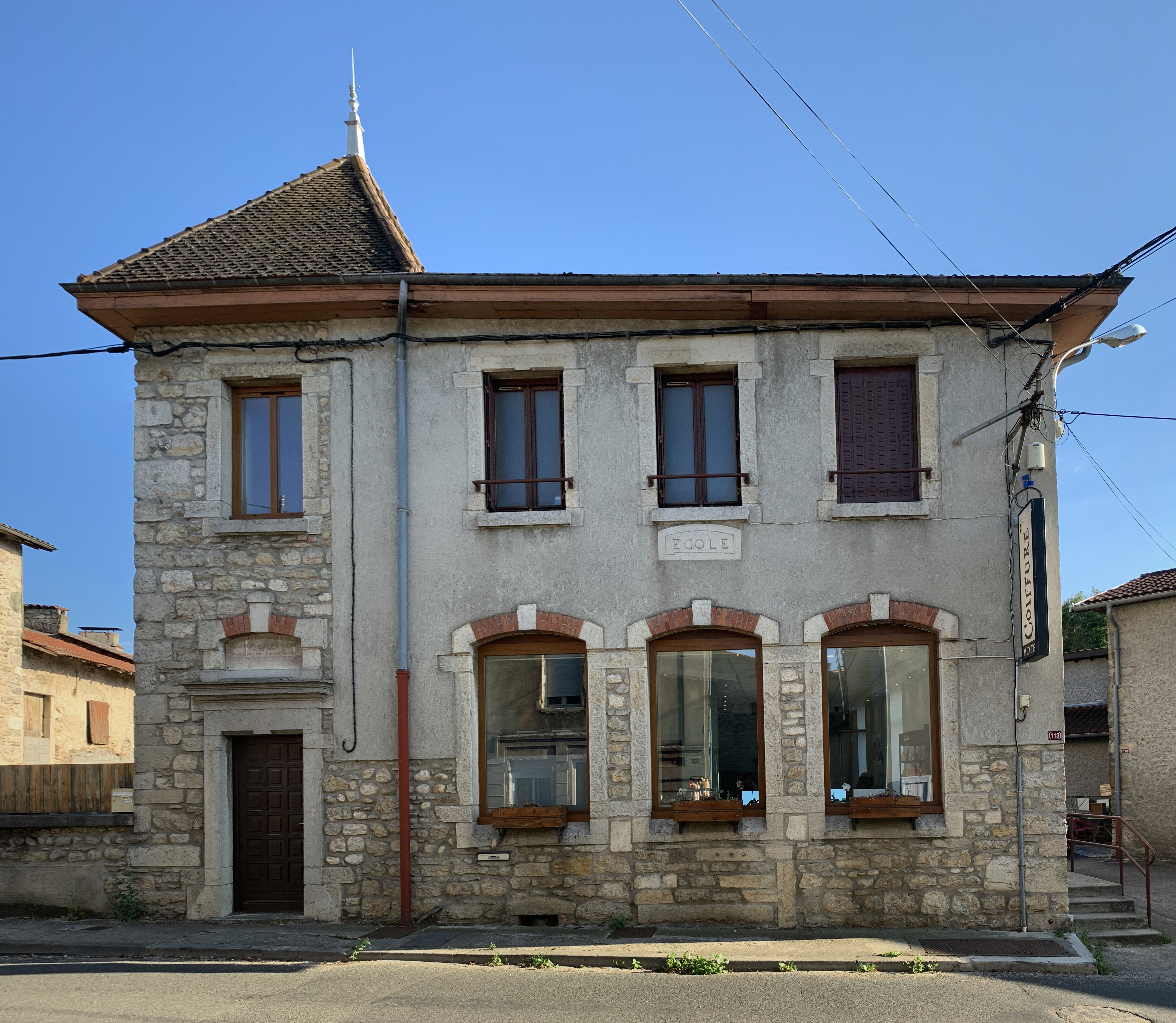
Ehemalige Schule
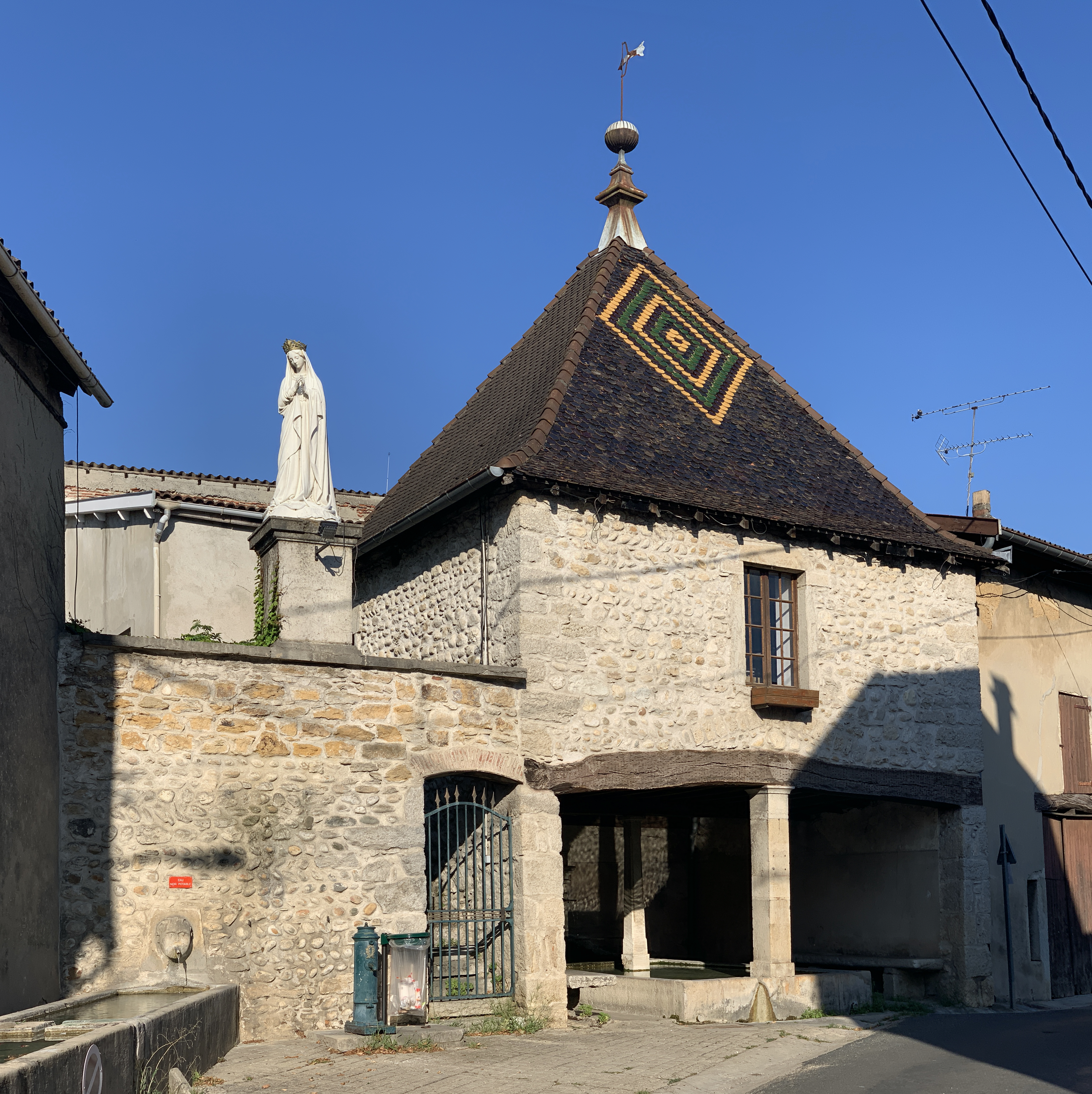
Lavoir
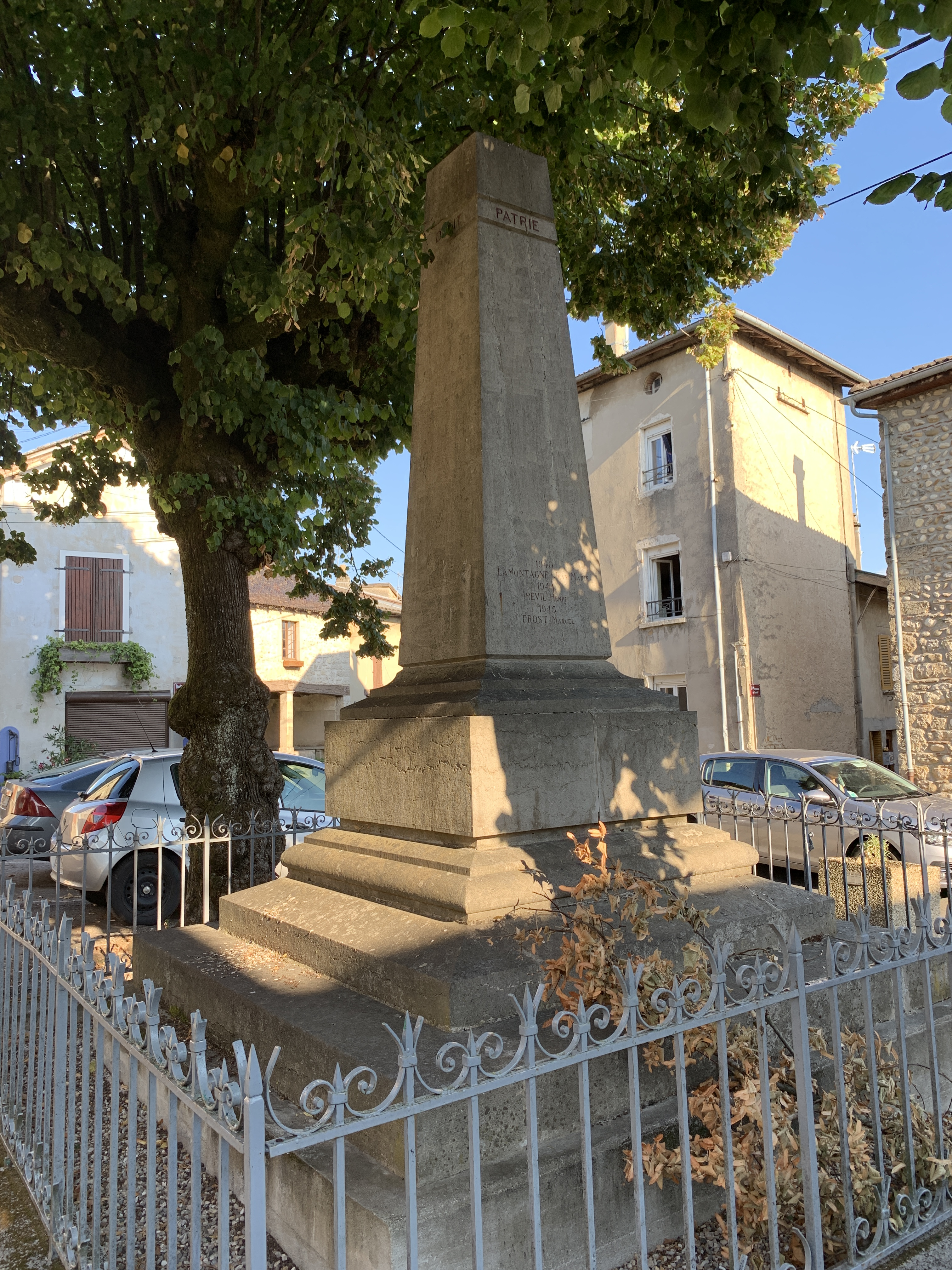
Gefallenendenkmal

- Schloss La Servette

- Kirche Saint-Jean-Baptiste
- Ehemaliges Rathaus
- Ehemalige Schule
- Lavoir
- Gefallenendenkmal